# Pont de Finnevik
Le pont de Finnevik (finnois : Finnevikin silta) est un pont de la rue Suomenlahdentie à Espoo en Finlande.

## Présentation
Finnevikinsilta relie les zones résidentielles de Matinkylä et Finnoo en enjambant la vallée de Finnoonoja dans le sud d'Espoo.
La longueur du pont est de 365 mètres, ce qui en fait le plus long pont d'Espoo.
Le pont fait partie des infrastructures liées au métro de l'ouest, et il desservira notamment le trafic de correspondance vers la station de métro Matinkylä en tant qu'extension de la rue Suomenojantie. 
Environ mille tonnes d'acier et près de 9 000 mètres cubes de béton ont été utilisés pour les structures du pont.
Le pont est un type de pont à poutres en béton précontraint dont les piliers de support sont empilés à leur point le plus profond à travers la zone humide jusqu'à une profondeur de 30 mètres. Un ton clair était recherché pour la poutre du pont, ce qui a été obtenu en éclaircissant la masse de béton au lieu de la recouvrir d'oxyde de titane. 
De plus, les plus grands joints de dilatation sont silencieux car ils ne s'écrasent pas lorsqu'ils sont traversés.
Le pont a été influencé par l'environnement, comme le château d'eau d'Haukilahti et la prairie voisine. Un éclairage LED a également été mis en place sous le pont, qui peut être ajusté en fonction des mois et des vacances. L'éclairage est éteint pendant la période de nidification des oiseaux.
Il a été conçu par WSP Finland et réalisé par Graniittirakennus Kallio Oy.
Le pont Finnevikins a été ouvert aux utilisateurs le 29 août 2015, le programme d'ouverture comprenait une coupe de ruban et une célébration publique sur le pont.
La circulation automobile a été autorisée sur le pont le 31 août 2015.

## Réserve ornithologique
Le pont a également des voies pour la circulation douce. 
La voie de circulation douce au sud est exceptionnellement large, il est possible de s'y arrêter pour admirer la zone ornithologique sans gêner la circulation.
Le bassin d'oiseaux du côté sud du pont et la baie maritime presque fermée sont d'importantes zones de nidification pour les oiseaux. 
Lors de la construction du pont, il y a eu une interruption d'environ six mois des travaux de construction, afin de ne pas perturber la saison de nidification des oiseaux.

## Prix du pont de l'année 2016
Selon l'association finlandaise des ingénieurs en génie civil (RIL) qui décerne le prix du pont de l'année, le pont de Finnevik répondait le mieux aux critères du thème de l'année 2016, c'est-à-dire la perspective du cycle de vie dans la conception des ponts.
L'équipe de conception de WSP a reçu des éloges pour avoir pris en compte l'empreinte carbone pendant le cycle de vie du pont dans la sélection des matériaux, pour avoir facilité l'inspection avec l'utilisation de niveaux d'accès, et pour la flexibilité de la section transversale et la conception des structures. Les aspects environnementaux ont aussi été soigneusement pris en compte dans la conception du pont à poutres..

## Galerie

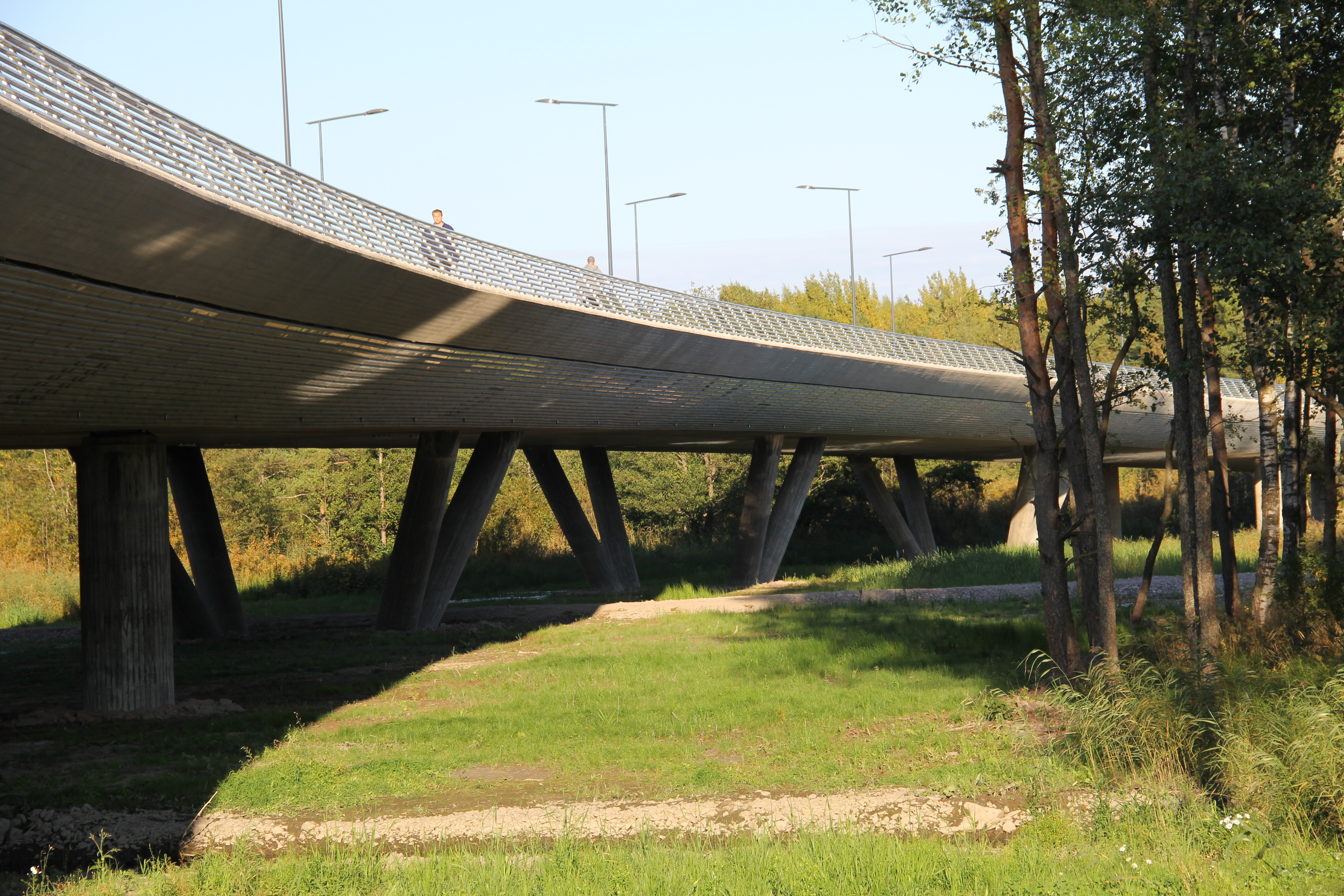
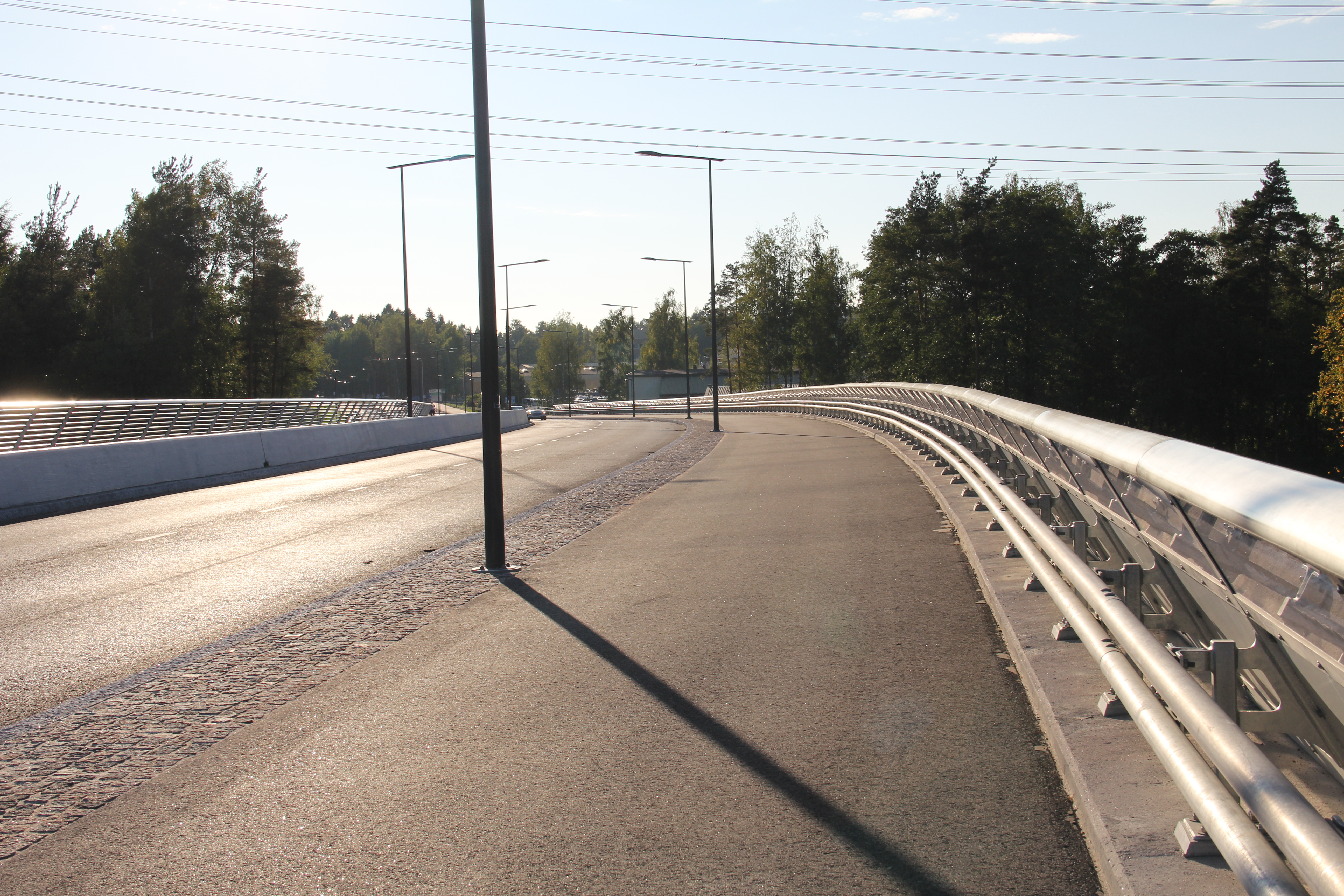
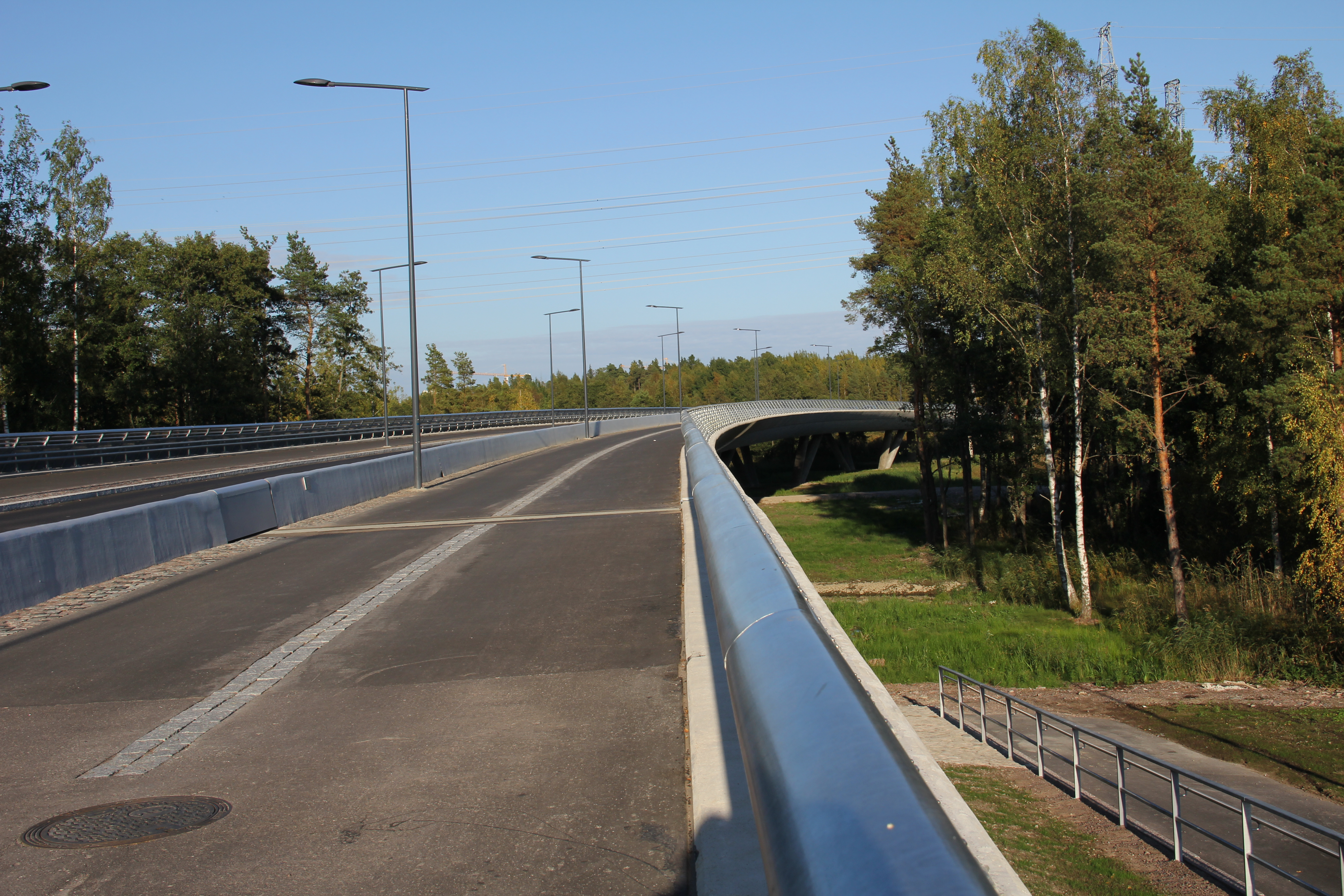
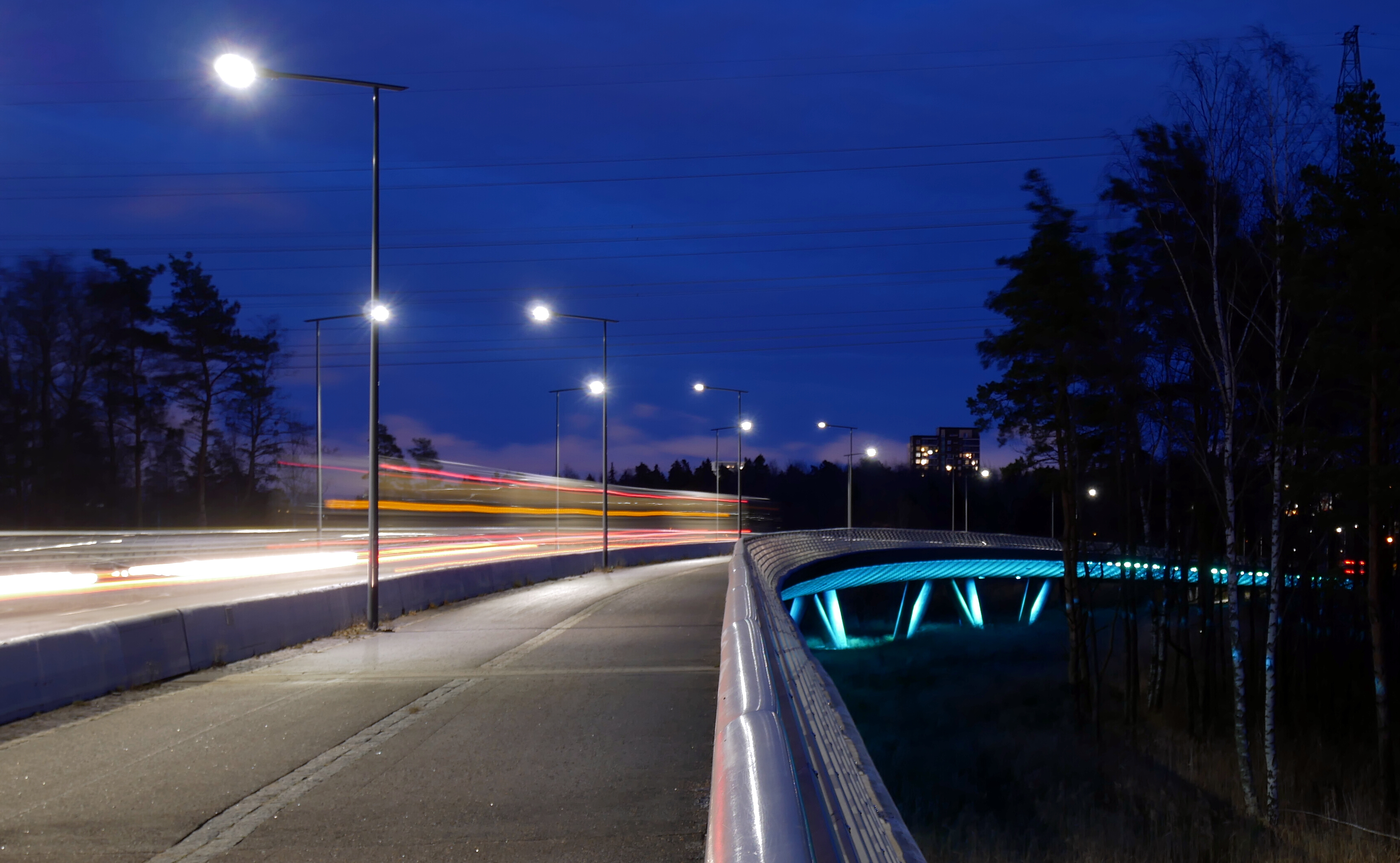
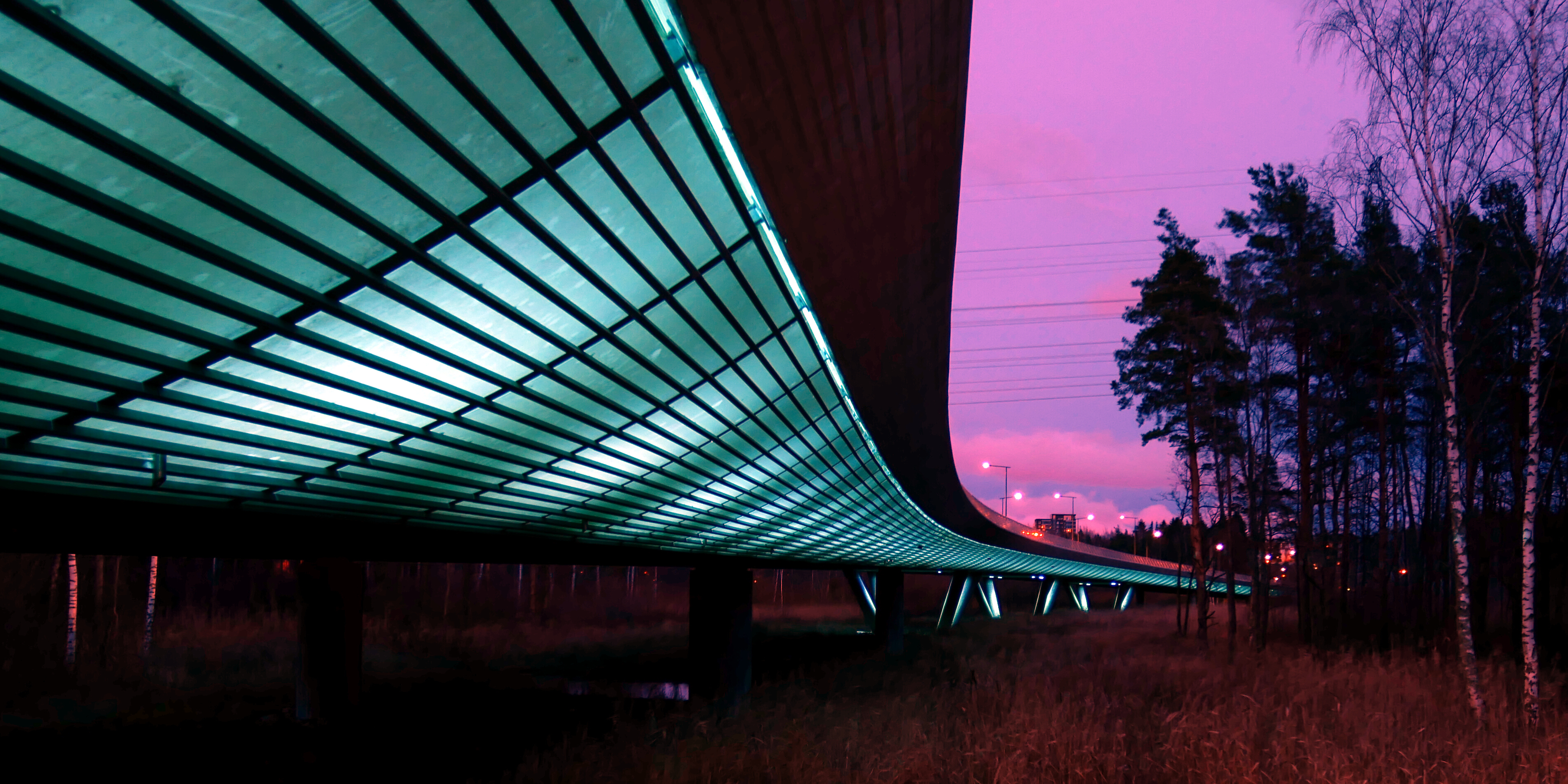